# Љубиша Бачић
Љубиша Бачић – Баја (Сокобања, 30. децембар 1922 — Београд, 24. март 1999) био је српски глумац, песник и преводилац.

## Биографија
Своју популарност је стекао синхронизовањем цртаних филмова који су се емитовали на Телевизији Београд током 1980-их и раних 1990-их, а најпознатије су његове креације Петла Софронија, Симе Страхоте, Елмера Давежа и већег броја ликова у цртаном серијалу Нинџа корњаче. Радио је и синхронизацију ликова у познатој луткарској серији Лаку ноћ децо, где је давао глас магарцу, псу и јежу. Учествовао је и у бројним другим телевизијским дечјим емисијама, где је наступао и са познатим дечјим хором Колибри. Био је члан Атељеа 212 и остварио је низ епизодних улога на филму и телевизији. Поред синхронизовања цртаних филмова и глуме, писао је и песме, а једна од његових најпознатијих је „Бољи живот“ коју пева Дадо Топић на одјавној шпици истоимене серије. Такође је написао песму „А ја без тебе“ коју је посветио Милени Дравић, а коју је отпевала Снежана Мишковић Викторија на свом албуму из 1991. године. Снимио је неколико синглова са песмама за децу, као и синглове са шлагерима. Писао је поезију на дијалекту, и то говору свога сокобањског краја у којој је показао изузетни таленат, а исто тако и преводио с руског језика.
Међу колегама био је познат под надимком Баја.
Сахрањен је у Алеји заслужних грађана на Новом гробљу у Београду.

## Књиге песама
- Стена гологлава, Српска књижевна задруга, Београд, 1985.  24672007
- Мој животе, мало ли те има, песме, сећања (приредио Феликс Пашић), Савез драмских уметника Србије, Атеље 212, Центар за културу "Стари град", Београд, 1999.  149143047

## Филмографија
|                   | 1950 ▼ | 1960 ▼ | 1970 ▼ | 1980 ▼ | 1990 ▼ | Укупно |
| ----------------- | ------ | ------ | ------ | ------ | ------ | ------ |
| Дугометражни филм | 0      | 5      | 1      | 1      | 2      | 9      |
| ТВ филм           | 0      | 12     | 4      | 5      | 1      | 22     |
| ТВ серија         | 1      | 12     | 6      | 9      | 2      | 30     |
| ТВ мини серија    | 0      | 2      | 1      | 1      | 0      | 4      |
| Укупно            | 1      | 31     | 11     | 16     | 5      | 65     |

| Год.       | Назив                                 | Улога                                        |
| ---------- | ------------------------------------- | -------------------------------------------- |
| 1950.-те ▲ |                                       |                                              |
| 1959-1960. | Сервисна станица                      |                                              |
| 1960.-те ▲ |                                       |                                              |
| 1960.      | Дилижанса снова                       | свештеник                                    |
| 1961.      | Штрафта                               |                                              |
| 1962.      | Циркус Универзал                      |                                              |
| 1963.      | Безазлене душе                        |                                              |
| 1963.      | Микрофон је ваш (ТВ)                  |                                              |
| 1963.      | Викенд у небо                         |                                              |
| 1962-1963. | Музеј воштаних фигура (ТВ серија)     |                                              |
| 1963.      | Шест свечаних позивница (ТВ серија)   |                                              |
| 1963-1964. | На слово, на слово (ТВ серија)        | Баја                                         |
| 1964.      | Позориште у 6 и 5 (ТВ серија)         |                                              |
| 1964-1966. | Код судије за прекршаје (серија)      |                                              |
| 1964.      | Пут око света                         | Изасланик 1                                  |
| 1965.      | Пева се у свету                       |                                              |
| 1965.      | Леђа Ивана Грозног                    |                                              |
| 1966.      | Сервисна станица                      |                                              |
| 1966.      | Црни снег                             | шофер Михајло                                |
| 1966.      | Људи и папагаји                       | Манека                                       |
| 1967.      | Златна праћка                         | бармен                                       |
| 1967.      | Десети рођаци (ТВ)                    |                                              |
| 1967.      | Круг двојком                          |                                              |
| 1967.      | Височка хроника                       | певач                                        |
| 1968.      | Дивни мирис љубичица                  |                                              |
| 1968.      | Првокласни хаос (серија)              |                                              |
| 1968.      | Швабица                               | Попеску                                      |
| 1968.      | Вукадин (серија)                      |                                              |
| 1968.      | Спавајте мирно                        |                                              |
| 1968.      | Сачулатац                             | милиционер Обрен                             |
| 1969.      | Крчма на главном друму                |                                              |
| 1969.      | Хајде да растемо                      |                                              |
| 1969.      | Porta del cannone                     |                                              |
| 1970.-те ▲ |                                       |                                              |
| 1970.      | Ђидо                                  | Сељак                                        |
| 1971.      | На слово, на слово                    | Баја                                         |
| 1971.      | Дон Кихот и Санчо Панса               | берберин Николас                             |
| 1972.      | Лутка оперета                         |                                              |
| 1972.      | Петак вече                            |                                              |
| 1972.      | Ћу, ћеш, ће                           |                                              |
| 1973.      | Љубавни случај сестре једног министра |                                              |
| 1973.      | Луди речник                           | лутка                                        |
| 1973.      | Наше приредбе (ТВ серија)             | Матија Марушић                               |
| 1973.      | Жута                                  | скитница                                     |
| 1977.      | Више од игре                          | поп Васа                                     |
| 1978.      | Повратак отписаних                    | заробљени црвеноармејац                      |
| 1980.-те ▲ |                                       |                                              |
| 1980.      | Пролеће живота                        |                                              |
| 1980.      | Врућ ветар                            | продавац кола / муштерија у кафани           |
| 1981.      | Седам секретара СКОЈ-а                |                                              |
| 1981.      | Наши песници (ТВ серија)              |                                              |
| 1982.      | Докторка на селу                      | Вучко                                        |
| 1983.      | Нешто између                          | Лаза домар                                   |
| 1983.      | Кореспонденција                       | Антоније, прокурист фирме 'Симеон и Његован' |
| 1984.      | Нешто између (ТВ серија)              | Лаза домар                                   |
| 1984.      | Седефна ружа                          |                                              |
| 1984.      | Уби или пољуби                        |                                              |
| 1984.      | Несрећна Кафина                       | роб                                          |
| 1985.      | Приче из бечке шуме                   |                                              |
| 1986.      | Смешне и друге приче                  | Деда 2                                       |
| 1986.      | Разговори стари                       |                                              |
| 1987.      | Бољи живот                            | клавирштимер                                 |
| 1989.      | Лаку ноћ децо                         | Магарац                                      |
| 1990.-те ▲ |                                       |                                              |
| 1993.      | Мрав пешадинац                        |                                              |
| 1995.      | Отворена врата                        | социјални радник                             |
| 1996.      | Горе доле                             | други берберин                               |
| 1998.      | Кнегиња из Фоли Бержера               | Моцепов                                      |